# Ingelmunster
Ingelmunster ist eine belgische Gemeinde in der Region Flandern mit 11.537 Einwohnern (Stand 1. Januar 2024).

## Lage
Ingelmunster liegt 3 km nordöstlich von Izegem, 10 km ostsüdöstlich von Roeselare, 11 km nördlich von Kortrijk, 30 km südlich von Brügge, 35 km südwestlich von Gent und 78 km westlich von Brüssel.

## Verkehr
Die nächsten Autobahnabfahrten befinden sich bei Roeselare im Westen an der A17, Deerlijk und Waregem im Südosten an der A14/E17 sowie im Süden bei Kortrijk.
In Izegem, Waregem, Kortrijk und Tielt befinden sich die nächsten Regionalbahnhöfe und in Brügge und  Gent halten auch überregionale Schnellzüge.
Bei Brüssel gibt es einen internationalen Flughafen. 

## Wirtschaft
Ingelmunster ist Sitz der Brauerei Van Honsebrouck mit der Biermarke Kasteelbier, welche nach dem Schloss (Kasteel) von Ingelmunster benannt ist.

## Gemeindepartnerschaft
Seit 1979 ist die deutsche Gemeinde Hüllhorst in Nordrhein-Westfalen Partnergemeinde von Ingelmunster.

## Personen
- Joseph Maes (1882–1960), Ethnologe und Hochschullehrer
- Robert Vandekerckhove (1917–1980), Politiker
- Erik Vankeirsbilck (1935–2017), Politiker